# Dialetto cantonese di Hong Kong
Il dialetto cantonese di Hong Kong (nota popolarmente come il cantonese di Hong Kong) è un dialetto della lingua cantonese utilizzato a Hong Kong.
Questo dialetto contiene molte parole e prestiti inglesi ed è usato soprattutto da persone che sono sotto i 30 anni e residenti nel quartiere di Hong Kong Island e Kowloon. Il cantonese di Hong Kong è comprensibile alla maggior parte delle persone a Macao, Shenzhen e Guangzhou. La differenza tra Hong Kong e Guangdong è che il cantonese di Hong Kong ha più parole inglesi e più baihua di cantonese.

## Parole del cantonese di Hong Kong non in uso nel cantonese standard
| esempi                |                               |                  |                   |                                                |
| pronuncia in italiano | Caratteri cinesi tradizionali | jyutping         | pronuncia (IPA)   | versione in italiano                           |
| Suut Kwai             | 雪櫃                          | syut3 gwai6      |                   | frigorifero                                    |
| Kaap Maan             | 夾萬                          | gaap3 maan6      |                   | sicuro                                         |
| Kaak Chaak            | 曱甴                          | gaak6 jaat6      |                   | scarafaggio                                    |
| Saam Man Yuu          | 三文魚                        | saam1 man4 jyu4  | saːm˥ mɐn˨˩ jyː˨˩ | salmone                                        |
| Sie Tôh               | 士多                          | si6 do1          | siː˨ tɔː˥         | (dall'inglese "store")=negozio, bottega        |
| Tík Sie               | 的士                          | dik1 si6         |                   | (dall'inglese "taxi")=taxi                     |
| Paa Sie               | 巴士                          | baa1 si2         | paː˥ siː˧˥        | (dall'inglese "bus")=autobus                   |
| Loo Suu               | 滑鼠                          | waat6 syu2       |                   | mouse                                          |
| Leui Seh              | 鐳射                          | leoi4 se6        |                   | (dall'inglese "laser")=laser                   |
| Sie Tôh Péh Lei       | 士多啤梨                      | si6 do1 be1 lei4 |                   | (dall'inglese "strawberry")=fragola            |
| Peh Lei               | 啤梨                          | be1 lei2         | pɛː˥ lei˧˥        | pera                                           |
| Laang Hei             | 冷氣                          | laang5 hei3      |                   | aria condizionata                              |
| Chuu Kóe Lík          | 朱古力                        | zyu1 gu2 lik1    | tsyː˥ kuː˥ lɪk˥   | (dall'inglese"chocolate")=cioccolata           |
| K'aat                 | 卡                            | kaat1            |                   | (dall'inglese "card")=carta                    |
| Sôh Faa               | 梳化                          | so1 faa2         |                   | (dall'inglese "sofa")=panchina                 |
| Wai T'aa Meng         | 维他命                        | wai4 taa1 ming6  |                   | (dall'inglese "vitamine")=vitamina             |
| Saa Lut               | 沙律                          | saa1 leot6       |                   | (dall'inglese "salad")=insalata                |
| T'aai                 | 呔                            | taai1            |                   | cravatta of (dall'inglese "tire")=pneumatici   |
| Baai Baai             | 拜拜                          | baai1 baai3      | paːi˥ paːi˧       | (dall'inglese "bye bye")=arrivederci, a presto |